# Antonio Bonfini
Antonio Bonfini (diciembre de 1427/1434 Piceno, Italia - 1502, Hungría) humanista renacentista italiano, que dedicó los últimos años de su vida en redactar obras históricas y filosóficas relacionadas con el rey Matías Corvino y Hungría.

## Biografía

### Primeros años y familia
Antonio recibió en Italia una profunda educación humanista desde pequeño, siendo aprendiz en Ascoli de Enoc d'Ascoli volt, quien halló uno de los manuscritos de Tácito en el claustro de Hersfeld. Bonfini recibió el título de magíster y trabajo como tutor e instructor en familias pudientes, primero en su tierra natal y luego en Florencia, Padua, Ferrara y Roma. En 1465 tomó por esposa a Spina di Marino della Rocca, hija de un consejero de Ascoli, y con ella tuvo cuatro hijos y una hija. Uno de sus hijos, llamado Francesco se convirtió en un famoso médico y la hija Francesca Ventidia se convirtió en monja del convento local de San Edigio, donde vivió hasta sus supuestos 115 años de edad.

### Carrera humanista

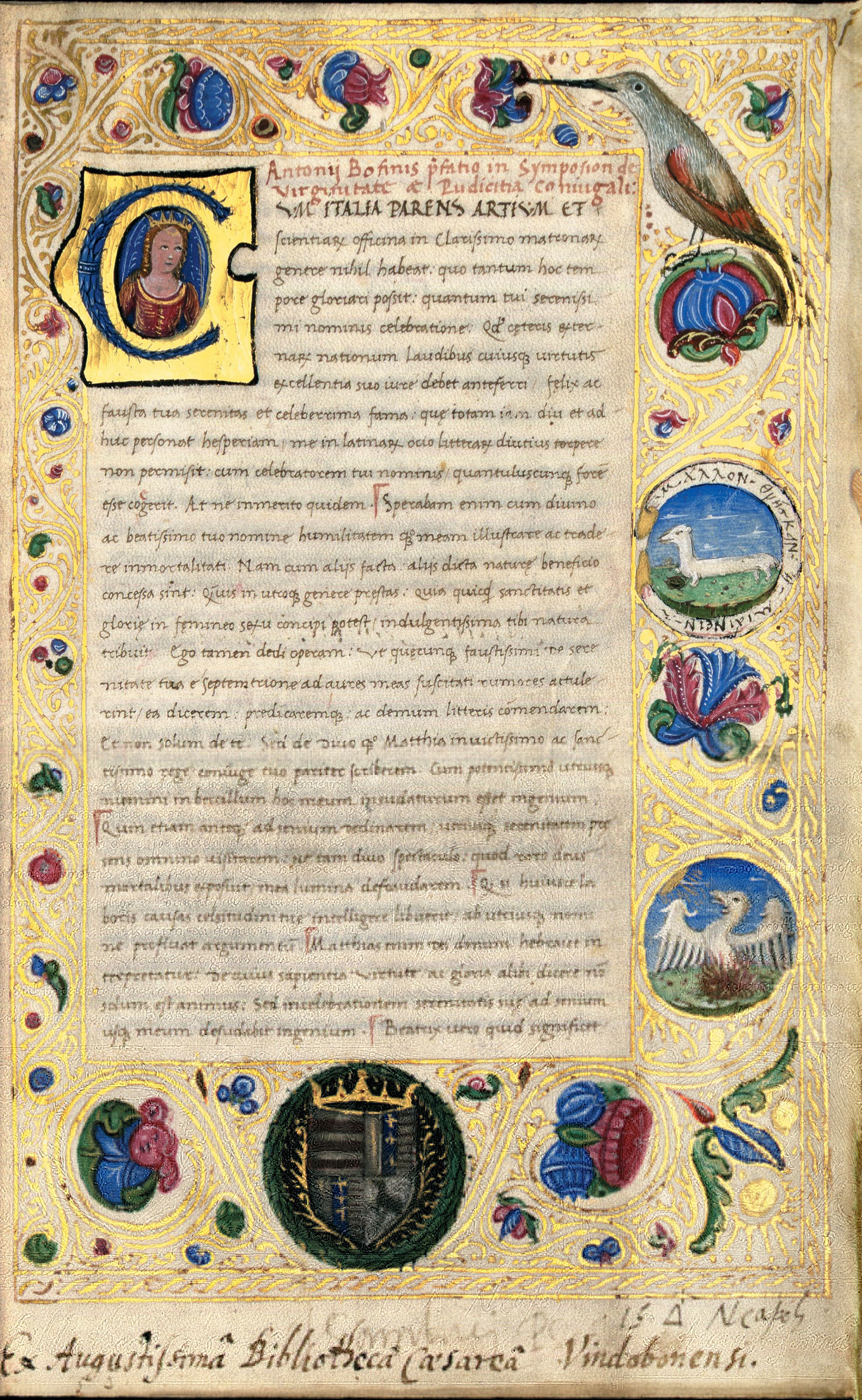
Página del Symposion de Virginitate et Pudicitia Coniugali.

Antonio fue llamado en 1473 a dar clases en una escuela en Recanati, puesto que ocupó en 1478. Para ese momento ya había cultivado buenas relaciones con los círculos humanistas y de la aristocracia italiania. De esta manera en octubre de 1476, cuando Beatriz de Aragón, la hija del rey napolitano, partió al reino de Hungría para ser tomada como esposa por el rey Matías Corvino, Bonfini tuvo la oportunidad de conocerla cuando ésta se detuvo en Loreto y le fueron presentados los humanistas por la gente local.
En su cargo de Recanati, Bonfini enseñó latín, griego, gramática, poética y artes expresivas durante casi nueve años. Contando con una buena paga compró un terreno en la ciudad y recibió el derecho civil. Tomó muy en serio su empleo como docente y sus estudiantes se recuerdan agradecidos de su maestro.
El 1 de septiembre de 1486 pidió 3 meses de vacaciones y los gastos de viaje a la ciudad, y el 25 de ese mismo mes partió para demostrar sus habilidades humanísticas al esposo de Beatriz de Aragón, la reina consorte húngara. Se llevó consigo varios tomos finalizados, dedicados al rey húngaro y a su esposa; entre ellos la obra conocida como "Symposium de virginitate et pudicitia coniugali", compuesta por tres partes, donde platea tres temas discutidos en diálogos ficticios por el rey húngaro, su esposa, Juan de Aragón el arzobispo de Estrigonia, Francisco de Aragón, Galeotto Marzio y el obispo Ladislao Geréb.
Bonfini había conocido personalmente a los miembros de la Casa de Aragón en Nápoles, así como a varios húngaros que habían narrado sobre la pareja real, lo que le sirvió de inspiración para componer esta exquisita obra renacentista a manera de diálogo platónico.
El rey húngaro para ese momento había culminado exitosamente su campaña militar contra el emperador germánico Federico III de Habsburgo, habiendo conquistado el ducado de Austria y manteniendo su corte en la ciudad de Retz, a la cual arribó Bonfini entre el 22 y 27 de octubre de 1486. Se presentó pomposamente frente a la familia real y entregó sus obras, las cuales fueron recibidas con gran interés por el rey húngaro, quien las leyó inmediatamente y expresó su agrado, contratándolo como lector de su esposa con un alto salario.
Antonio Bonfini se esforzó a adaptarse al nuevo ambiente, buscando amigos y partidarios en la corte húngara. Prolongó sus vacaciones, puesto que luego de tres meses, aún seguía junto a Beatriz, asistiendo a la gloriosa entrada de Matías a Viena en agosto de 1487. El rey le confió a Bonfini la traducción de las obras de Filistrato del griego al latín, lo cual terminó a comienzos de ese mismo año en Ebenfurth, y luego en los meses de verano tradujo el tratado de arquitectura de Antonio Averulino (Filarete) del italiano al latín. El monarca húngaro estaba sumamente satisfecho con su labor, sin embargo su situación se tornó adversa y a finales de ese año volvió a Recanati, reasumiendo su trabajo en la escuela.
No existe ningún dato que justifique este vertiginoso giro inesperado, sin embargo las referencias y circunstancias sugieren que pudo haber habido una desavenencia con la reina. En ese momento Matías se encontraba en el campo de batalla, ocupándose poco de los miembros de su corte. Sin embargo, resulta relevante el hecho de que si bien Bonfini hasta ese momento se refería con sumo respeto y admiración a la reina, posteriormente en su posterior obra "Rerum Hungaricarum decades" se expresa sobre Beatriz diciendo que: "llamaba con regalos a poetas, oradores y gramaticos, quienes en su espera terminaban volviendo decepcionados a Italia más pobres de lo que llegaron a allá". Con esta citación, probablemente se refería a su propio caso.
En 1485 había ocurrido un acontecimiento importante en la corte húngara: el rey Matías había declarado a su hijo ilegítimo Juan Corvino como su heredero al trono, pues tras 10 años de matrimonio con Beatriz, no había nacido ningún hijo.  Bonfini desde un comienzo había estado en el lado de los Corvinos, e inclusive escribió una obra donde creaba un origen ancestral para la familia real húngara, haciéndolos descendientes de patricios romanos. Beatriz deseando aferrarse al trono húngaro a toda costa, desarrolló una eventual antipatía por Bonfini.
Luego de que la situación en Austria se cristalizó, y en diciembre se firmó un tratado de armisticio, una de las primeras cosas que hizo el rey fue llamar a Bonfini de regreso de Italia. Matías contrató esa vez a Bonfini para que trabajase y reescribiese la obra del húngaro Juan Thuróczy que había sido publicada el 20 de marzo de 1488 en Brünn. Esta Crónica húngara narraba extensamente los acontecimientos históricos húngaros durante más de 5 siglos, sin embargo su redacción era considerada algo simple y bárbara entre los altos círculos de la corte húngara, por lo cual Bonfini resultó ser el candidato ideal para trabajar en ella. La encomienda de la "Rerum Hungaricarum decades" la recibió en mayo de ese mismo año y luego de recopilar datos en 1489 comenzó a reescribirla. Ahí fue cuando se imprimió en papel la primera década, el primer libro de la obra total. No se puede saber hasta donde alcanzó a escribir Bonfini para la muerte del rey húngaro el 6 de abril de 1490. Lo que si se sabe es que los primeros 16 libros ya estaban listos, pero no había llegado a la tercera década, al noveno libro, cuando el rey Matías ascendió al trono (1458). 
Luego de que falleció el rey húngaro, Bonifini interrumpió su obra, sin embargo no dejó el reino. Estuvo presente en la coronación del rey Vladislao II de Hungría, quien renovó su encargo de culminar la obra, llegando pronto hasta 1492. Luego del libro 38 escribió el prefacio, en el cual saluda al rey Vladislao, pues tras la muerte de su predecesor continuó financiando su trabajo. El monarca húngaro expresó su agradecimiento y el 10 de octubre de 1492 le otorgó la nobleza húngara a Bonfini.
Luego de esto, Bonfini viajó a Italia, y continuó enseñando, luego en Ferrara. En 1493 aún se hallaba allá, sin embargo en abril de 1494 nuevamente viaja a la corte húngara en Buda. En esta época escribió la década IV, los libros 9 al 10. Luego de terminar no escribió más. En julio de 1496 participó en la asamblea nacional húngara y pronto se enfermó. En 1497, luego de mejorar su salud, deseaba volver a su tierra nativa, pero esto no sucedió. En la primavera de 1502 nuevamente planificó su viaje, pero éste no ocurrió otra vez. Se desconoce la fecha de su muerte, pero su hermano menor, Mateo, ya recordaba la muerte de Antonio a mediados de 1502. Fue enterrado en Óbuda, en la capilla de Santa Margarita, la cual se hallaba en el lugar de la actual iglesia de la parroquia de San Pedro y Pablo.